# Call It What You Want (песня Foster the People)
«Call It What You Want» (с англ. — «Называй это как хочешь») — песня американской инди-поп-группы Foster the People. Она была выпущена третьим синглом группы из их дебютного альбома Torches в декабре 2011 года. Песня была написана фронтменом группы Марком Фостером и спродюсирована Полом Эпуортом. Песня также использовалась в качестве музыкальной темы в видеоигре EA Sports, FIFA 12.

## Список композиций
| №  | Название                | Длительность |
| -- | ----------------------- | ------------ |
| 1. | «Call It What You Want» | 4:01         |

| №  | Название                                                              | Длительность |
| -- | --------------------------------------------------------------------- | ------------ |
| 1. | «Call It What You Want» (Ocelot Remix)                                | 6:03         |
| 2. | «Call It What You Want» (Andy Caldwell Remix)                         | 6:00         |
| 3. | «Call It What You Want» (Planet of Sound Remix)                       | 6:26         |
| 4. | «Call It What You Want» (Subsource Remix)                             | 5:09         |
| 5. | «Call It What You Want» (Karmatronic Remix Club Edit)                 | 6:07         |
| 6. | «Call It What You Want» (Treasure Fingers Pre-Party Remix Radio Edit) | 3:42         |

## Участники записи
- Марк Фостер — вокал, синтезатор, пианино, Wurlitzer, музыкальное программирование
- Кабби Финк — бас, бэк-вокал
- Марк Понтиус — ударные, бэк-вокал
- Пол Эпуорт — перкуссия, клавишные, музыкальное программирование

## Хит-парады

### Недельные хит-парады
| Хит-парад (2011–12)                        | Лучшая позиция |
| ------------------------------------------ | -------------- |
| Австралия (ARIA)                           | 39             |
| Бельгия/Фландрия (Ultratip Bubbling Under) | 16             |
| Бельгия/Валлония (Ultratip Bubbling Under) | 14             |
| Япония (Billboard Japan Hot 100)           | 75             |
| UK Singles (Official Charts Company)       | 139            |

## Сертификации
| Регион | Сертификация | Продажи |
| --- | ------------ | ------- |
| Австралия (ARIA) | Золотой      | 35 000^ |
| * Данные о продажах приведены только на основе сертификации. ^ Данные о тиражах приведены только на основе сертификации. |              |         |

## История выпуска
| Страна         | Дата             | Формат               | Лейбл    |
| -------------- | ---------------- | -------------------- | -------- |
| Великобритания | December 2, 2011 | Цифровая дистрибуция | Columbia |
| Германия       | April 20, 2012   | Цифровая дистрибуция | Columbia |